# 宁夏民族职业技术学院
宁夏民族职业技术学院是中华人民共和国的一所全日制专科公办省属普通高等职业学校，位于宁夏回族自治区吴忠市利通区。
1952年9月，宁夏省民族公学成立；1956年9月，迁至吴忠并更名为吴忠师范学校。2001年2月，吴忠师范学校、吴忠职工中等专业学校和吴忠市职业教育中心合并为吴忠民族职业技术学院。2006年，更名为宁夏民族职业技术学院。